# William Carey
William Carey (Northamptonshire, 17 de agosto de 1761 – Calcutá, 9 de junho de 1834) foi um  missionário batista inglês, conhecido como o "pai das missões modernas." Carey foi um dos fundadores da Sociedade Missionária Batista de Londres, na Inglaterra. Como missionário na colônia dinamarquesa, Serampore, Índia, evangelizou e fundou escolas, ele traduziu a Bíblia para o bengali, sânscrito, e inúmeras outras línguas e dialetos.

## Introdução
Carey, o mais velho dos cinco irmãos, era filho de Edmund e Elizabeth Carey, que eram tecelões no comércio na vila de Paulerspury em Northamptonshire. Guilherme foi levado à Igreja da Inglaterra, quando tinha seis anos, seu pai foi nomeado o secretário da paróquia e escola da aldeia. Quando criança era naturalmente curioso e muito interessado em ciências naturais, especialmente botânica. Ele possuía um dom natural para a linguagem, aprendendo latim sozinho. Com 14 anos de idade, seu pai levou-o para ser aprendiz com um sapateiro na aldeia vizinha de Hackleton, Northamtonshire. Seu mestre, Clarke Nichols, foi um religioso como ele, mas um outro aprendiz, John Warr, foi um Dissidente. Através de sua influência Carey acabaria por deixar a Igreja da Inglaterra e se juntar a outros dissidentes para formar uma pequena igreja Congregacional em Hackleton. Enquanto aprendiz de Nichols, ele também aprendeu grego apenas com a ajuda de um morador local, que teve uma educação universitária.
Apesar de nascer em um lar anglicano, sua primeira identificação com a fé genuína foi através de seu companheiro de trabalho, John Warr, filho de um desertor da Igreja Estatal. Em 1779, aos 18 anos, nasceu de novo, quando ainda estava identificado com a igreja oficial da Inglaterra, e uniu-se a uma pequena igreja batista. Logo começou a se preparar para pregar. Saturou-se de conhecimentos tornando-se poliglota, dominando o latim, grego, hebraico, italiano, francês e neerlandês, além de diversas ciências. Assim, aos poucos, entendeu que o mundo era bem maior do que as Ilhas Britânicas e sentiu, como todo o crente verdadeiro deve sentir, a perdição de uma humanidade sem um Salvador. Quando Nichols morreu em 1779, Carey foi trabalhar para outro sapateiro local, Thomas Old. Ele casou com Dorothy Plackett em 1781. Ao contrário de William, Dorothy era analfabeta, sua assinatura no registro de casamento é uma cruz bruta. William e Dorothy Carey tiveram seis filhos: quatro meninos e duas meninas. As duas meninas morreram na infância, bem como o seu filho Pedro, que morreu aos 5 anos de idade. O próprio Old morreu logo depois, e Carey assumiu o seu negócio, durante o qual ele aprendeu sozinho hebraico, italiano, neerlandês e francês, muitas vezes estudando enquanto trabalhava em seus sapatos. No ano de 1775, foi atingido pelo avivamento trazido pelas mensagens de John Wesley e George Whitefield. Apesar de ter sido batizado quando criança, William Carey sentiu a necessidade de confessar sua fé publicamente. Sendo assim, foi batizado nas águas no dia 5 de Outubro de 1783, pelo pastor John Ryland. Em 1787, foi consagrado e começou a pregar sobre a necessidade missionária no mundo, e não só na Inglaterra. Como os membros de sua congregação eram pobres, Carey teve por necessidade continuar trabalhando para ganhar o seu sustento.

## Seus Primeiros Desafios
Na sua pequena oficina pendurou um mapa mundial feito pelas suas próprias mãos. Neste mapa, ele incluíra todas as informações disponíveis: população, flora, fauna, características dos indígenas, etc. Enquanto trabalhava, olhava para ele, orava, sonhava e agia! Foi assim que sentiu mais e mais a chamada de Deus em sua vida. A denominação que Carey pertencia achava-se em grande decadência espiritual. Quando quis introduzir o assunto de missões numa sessão de ministros, foi repreendido pelo presidente John Ryland, que lhe disse: "Jovem assente-se. Quando Deus resolver converter os pagãos, fa-lo-á sem a sua e a minha ajuda." Mas Carey continuou a sua propaganda pró-missões estrangeiras, e tomando Isaías 54.2 como texto, pregava sobre o tema: "Esperai grandes coisas de Deus; praticai proezas para Deus."

## Sua Chamada
O resultado foi que um grupo de doze pastores batistas, reunidos na casa da Ir. Wallis, formaram a Sociedade Missionária Batista, no dia 2 de Outubro de 1792. Carey se ofereceu para ser o primeiro missionário. Através do testemunho do Dr. Thomas, um missionário e médico que trabalhou por vários anos em Bengali, na Índia, Guilherme Carey recebeu confirmação de sua chamada no dia 10 de Janeiro de 1793. Apesar de Carey ter certeza de sua chamada, sua esposa recusou deixar a Inglaterra. Isto muito doeu em seu coração. Foi decidido, no entanto, que seu filho mais velho, Felix, o acompanharia à Índia. Além deste fator, outro problema que parecia insolúvel, era a proibição de qualquer missionário na Índia. Sob tais circunstâncias era inútil pedir licença para entrar, mas mesmo assim, conseguiram embarcar sem o documento no dia 4 de Abril de 1793. Ao esperar na ilha de Wight por outro navio que os levaria à Índia, o comandante recusou levá-los sem a permissão necessária. Com lágrimas nos olhos e o coração apertado, William Carey viu o navio partir e ele ficar. Sua jornada missionária para Índia parecia terminar ali. Porém, ele acreditava que Deus tinha todas as coisas sob controle.
Ao regressar a Londres, a sociedade missionária conseguiu granjear dinheiro e comprar as passagens em um navio dinamarquês. Uma vez mais, Carey rogou à sua esposa que o acompanhasse. Ela ainda persistia na recusa e ao despedir-se pela segunda vez disse: "Se eu possuísse o mundo inteiro, daria alegremente tudo pelo privilégio de levar-te e os nossos filhos comigo; mas o sentido do meu dever sobrepuja todas as outras considerações. Não posso voltar atrás sem incorrer em culpa a minha alma". Ao se preparar para partir, um dos amigos que iria viajar com Carey, Dr. Thomas, voltou e conversou com Dorothy, esposa de Guilherme Carey, e milagrosamente ela decidiu acompanhá-lo. Que alegria não foi para ele ver sua esposa e filhos com as malas prontas a lhe acompanhar! Agora acreditava compreender a razão de não ter viajado no primeiro navio.

## Sua Partida Para a Índia
Finalmente, no dia 13 de Junho de 1793, a bordo do navio Kron Princesa Maria, William Carey deixou a Inglaterra e nunca mais voltou, partindo para a Índia com sua família, onde, em condições dificílimas e de oposição ferrenha, trabalhou durante 41 anos. Durante sua viagem, aprendeu suficientemente o Bengali, e ao desembarcar, já se comunicava com o povo.
Guilherme Carey não foi dotado de inteligência superior e nem de qualquer dom que deslumbrasse os homens. Entretanto, em seu caráter de persistir, com espírito indômito e inconquistável, até completar tudo quanto iniciava, é que vemos o segredo do maravilhoso êxito da sua vida. Apesar de não haver recebido educação formal em sua mocidade, Carey chegou a ser um dos homens mais eruditos do mundo, no que diz respeito à língua sânscrito e a outras línguas orientais. Suas gramáticas e dicionários são usados ainda hoje.

## Suas Conquistas
Dois missionários se juntaram à Guilherme Carey em 1799, William Ward e Joshua Marshman. Juntos eles fundaram 26 igrejas, 126 escolas com 10 000 alunos, traduziram as Escrituras em 44 línguas, produziram gramáticas e dicionários, organizaram a primeira missão médica na Índia, seminários, escola para meninas, e o jornal na língua Bengali. Além disso, Guilherme Carey foi um dos responsáveis pela erradicação do costume "sati", o qual queimava a viúva juntamente com o corpo do defunto numa fogueira; vários experimentos agriculturais; fundação da Sociedade de Agricultura e Horticultura na Índia em 1820; primeira imprensa, fábrica de papel e motor a vapor na Índia; e a tradução da Bíblia em Sânscrito, Bengali, Marati, Telugu e nos idiomas dos Siques. Em 1800, William Carey fez o batismo do primeiro hindu convertido ao Evangelho.
Calcula-se que William Carey traduziu a Bíblia para a terça parte dos habitantes do mundo. Alguns missionários, em 1855, ao apresentarem o Evangelho no Afeganistão, acharam que a única versão que esse povo entendia era a em língua Pachto, feita em Sarampore por Carey.
Durante mais de trinta anos, Guilherme Carey foi professor de línguas orientais no Colégio de Fort Williams. Fundou, também, o Serampore College para ensinar os obreiros. Sob a sua direção, o colégio prosperou, preenchendo um grande vácuo na evangelização do país. Os seus esforços, inspiraram a fundação de outras missões, dentre elas: a Associação Missionária de Londres, em 1795; a Associação Missionária da Holanda, em 1797; a Associação Missionária Americana, em 1810; e a União Missionária Batista Estadunidense, em 1814.

## O Adeus da Índia
Na manhã de 9 de Junho de 1834, a Índia disse adeus ao grande Pai das Missões. Carey morreu com 72 anos, respeitado por todo o mundo, como o pai de um grande movimento missionário. Quando chegou à Índia, os ingleses negaram-lhe permissão para desembarcar. Ao morrer, porém, o governo mandou içar as bandeiras a meia haste em honra de um herói que fizera mais para a Índia do que todos os generais britânicos.